# Melanotaenia exquisita
Melanotaenia exquisita är en fiskart som beskrevs av Allen, 1978. Melanotaenia exquisita ingår i släktet Melanotaenia och familjen Melanotaeniidae. IUCN kategoriserar arten globalt som otillräckligt studerad. Inga underarter finns listade i Catalogue of Life.